# Toomas Kivimägi

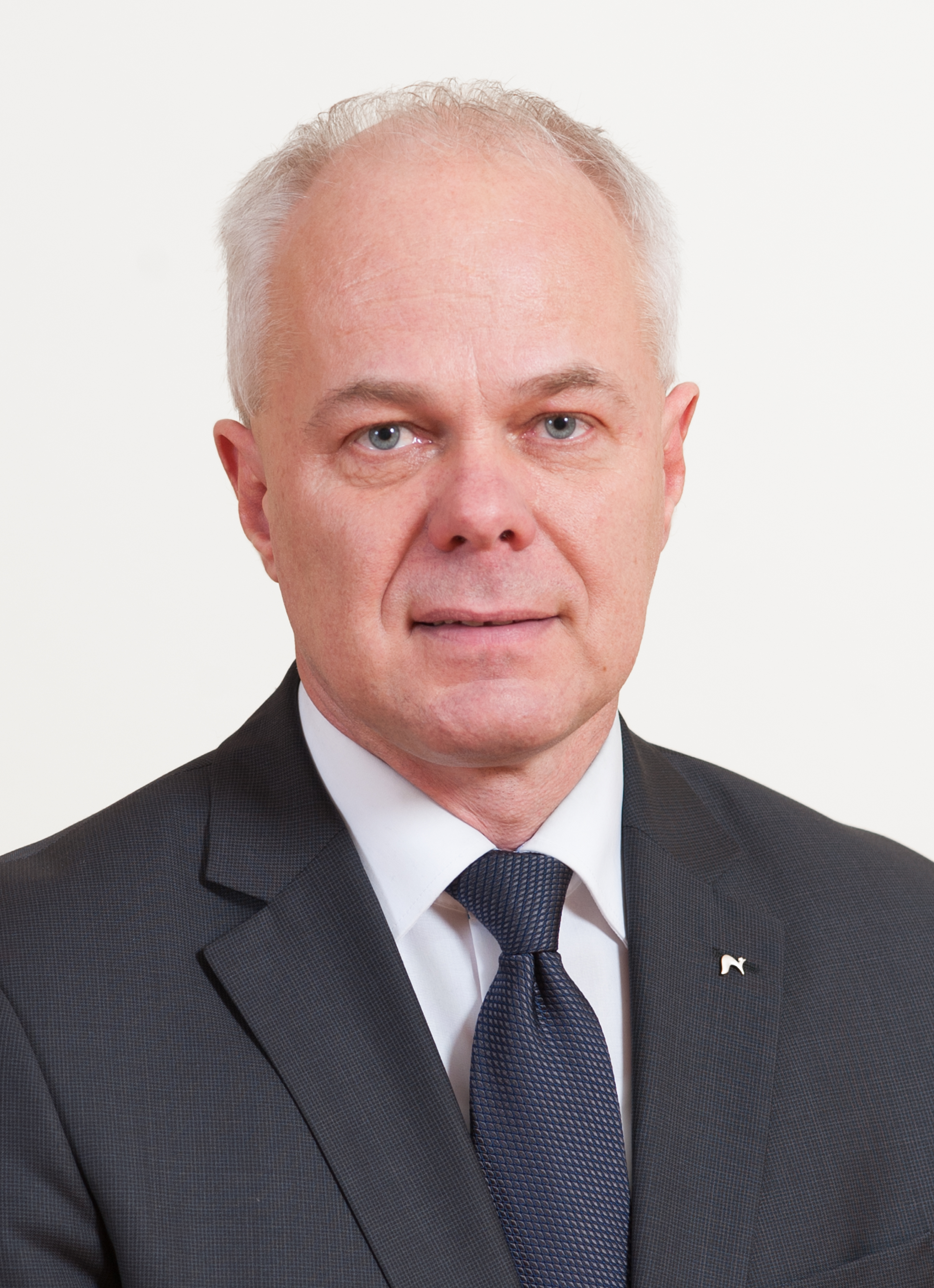
Toomas Kivimägi (2015)

Toomas Kivimägi (* 16. Februar 1963 in Lihula) ist ein estnischer Politiker. Seit dem 10. April 2023 ist er erster stellvertretender Präsident des estnischen Parlaments (Riigikogu). Kivimägi gehört der liberalen Estnischen Reformpartei (Eesti Reformierakond) an.

## Leben und Politik
Toomas Kivimägi schloss 1981 die Schule in Sindi im heutigen Kreis Pärnu ab. 1986 machte er seinen Abschluss im Fach Rechtswissenschaft an der Staatlichen Universität Tartu.
Von 1986 bis 1990 war er als Rechtsberater an einer Sowchose bei Pärnu tätig. Von 1990 bis 1993 arbeitete er bei der Kreisverwaltung des Landkreises Pärnu. Von Dezember 1993 bis November 2009 war er Landrat des Kreises Pärnu. Von November 2009 bis März 2015 war Kivimägi Bürgermeister der Stadt Pärnu. Im Oktober 2014 trat er der liberalen Estnischen Reformpartei bei.
Bei der Parlamentswahl 2015 wurde Kivimägi erstmals als Abgeordneter ins estnischen Parlament gewählt. Bei den Parlamentswahlen 2019 und 2023 konnte er sein Abgeordnetenmandat behaupten.
Mit Konstituierung der 15. Legislaturperiode des estnischen Parlaments (15. Riigikogu) wurde Kivimägi am 10. April 2023 zum ersten stellvertretenden Parlamentspräsidenten gewählt.

## Privatleben
Toomas Kivimägi lebt in einer nichtehelichen Lebensgemeinschaft. Er hat zwei Kinder.